# Наполеон II
Наполео́н II (фр. Napoléon II), полное имя Наполеон Франсуа Жозеф Шарль Бонапарт, король Римский (фр. Napoléon François Joseph Charles Bonaparte), он же Франц, герцог Рейхштадтский, (нем. Franz Herzog von Reichstadt; 20 марта 1811, Тюильри, Париж — 22 июля 1832, Шёнбрунн, Вена) — сын и наследник (единственный законнорождённый ребёнок) Наполеона I Бонапарта, императора французов. Вошёл в историю под династическим именем, данным ему бонапартистами. Фактически никогда не правил (хотя с 22 июня по 7 июля 1815 года парижские законодательные органы признавали его императором). В бонапартистских кругах известен как «Орлёнок» (фр. l'Aiglon).

## Римский король и номинальный император
Родился 20 марта 1811 от второго брака Наполеона I Бонапарта с Марией-Луизой Австрийской в Париже в Тюильри. Сразу после рождения долгожданного сына Наполеон провозгласил его королём Римским (фр. Roi de Rome) и наследником империи. Дважды: первый раз в 1814 и второй раз в 1815 году, после Ста дней, Наполеон отрекался от престола в пользу сына, но оба раза союзники провозглашали Бонапартов низложенными, а законным монархом Франции — Людовика XVIII.
После поражения при Ватерлоо Наполеон отрёкся от престола в пользу сына, которого провозгласил императором под именем Наполеона II; но короля Римского не было во Франции, и отречение, при тогдашних условиях, не могло иметь практического значения.

## «Орлёнок» в Австрии

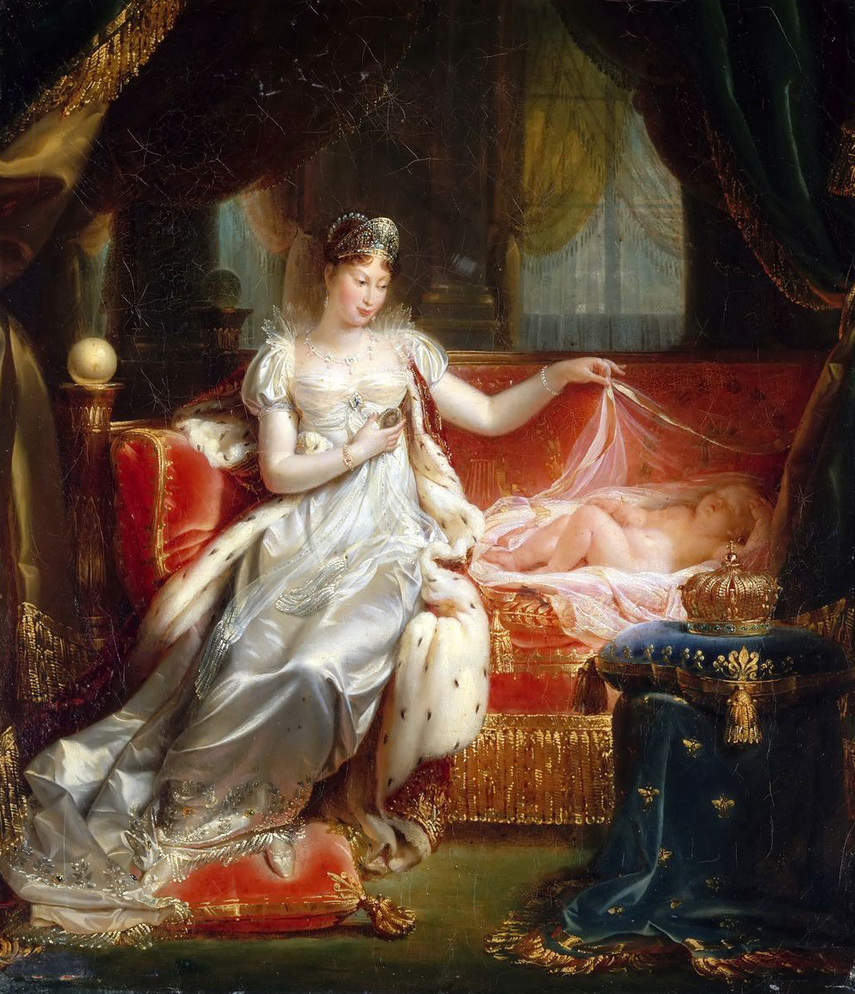
Портрет императрицы Марии-Луизы с новорожденным Наполеоном II, портрет кисти Жозефа Франка.

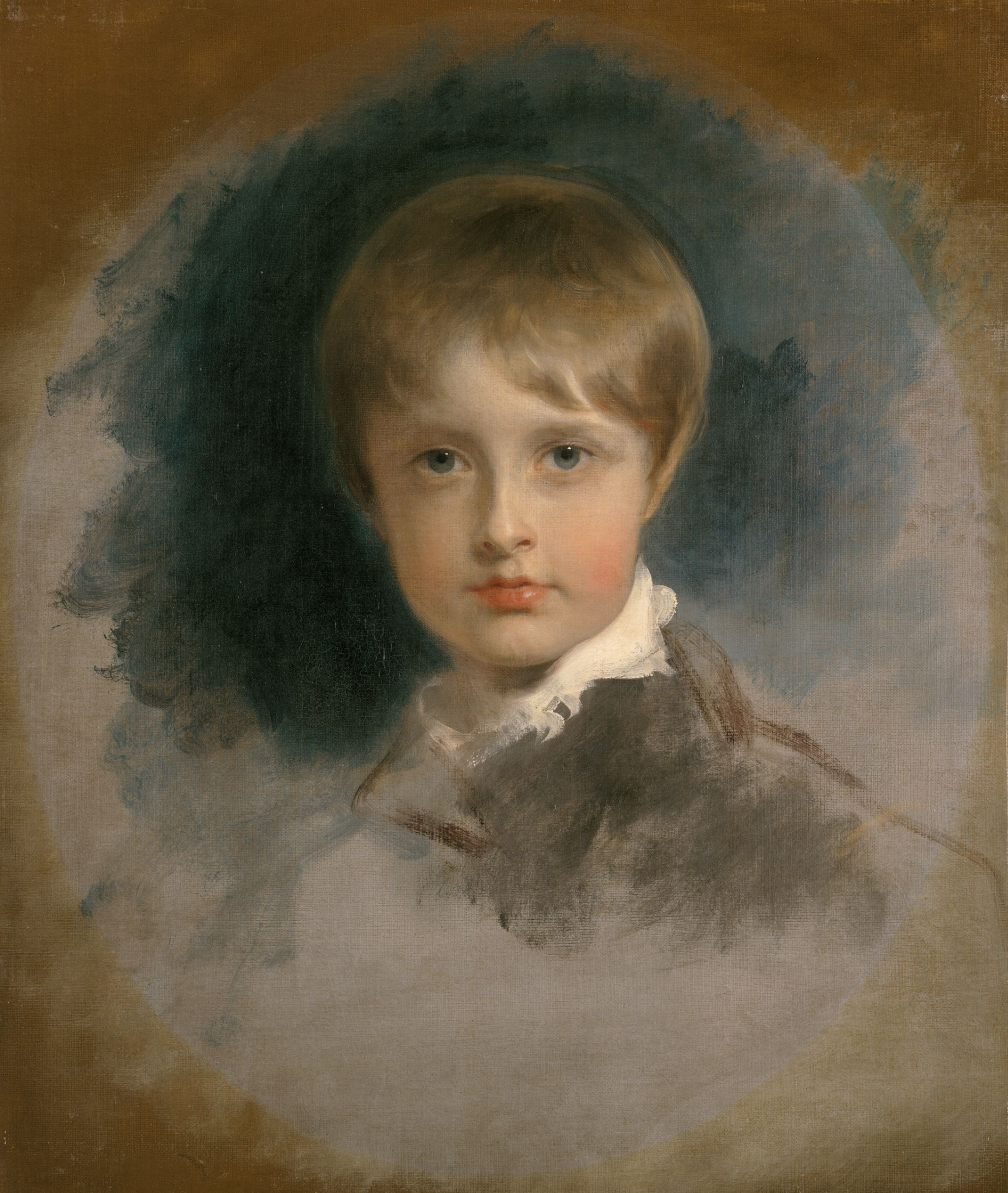
Наполеон II в детстве. Портрет кисти Томаса Лоуренса.

После первого отречения Наполеона I в 1814 году Мария-Луиза переехала в Австрию и поселилась вместе с сыном около Вены, в замке Шёнбрунн. Когда Наполеон I вернулся в 1815 году во Францию, он потребовал от австрийского правительства возвращения жены и сына, но безуспешно. Четырёхлетний римский король остался с матерью в Австрии, где его воспитателем стал профессор Матфей Коллин.
Когда Мария-Луиза в 1816 году переехала в Парму, её сын остался в Вене у деда Франца I Австрийского. Договор, заключенный в 1817 году между союзниками, лишил его наследственных прав на Парму; за это австрийский император вознаградил его богемским герцогством Рейхштадт, с титулом «Светлости».
При дворе деда, в Вене, мальчика не называли Наполеоном, с детства приучали к немецкому имени Франц; при нём старались не упоминать о его отце, называя его самого «сыном Её Высочества эрцгерцогини». Несмотря на это, он знал о своём отце, был горячим его поклонником и тяготился австрийским двором. С двенадцатилетнего возраста герцог Рейхштадтский считался на военной службе, на которой к 1830 году он дослужился до чина майора. Вокруг его имени постоянно составлялись легенды; все хорошо понимали, что в случае каких-либо политических осложнений одно имя Наполеона II может послужить знаменем для опасного движения. Именно по этой причине робкая попытка бонапартистов выдвинуть его кандидатуру на трон Бельгии была немедленно пресечена Веной, Парижем и Лондоном. Сам Наполеон II, знавший о своем происхождении, тщательно изучал военное дело и постоянно мечтал о славе и подвигах, но был очень болезненным юношей.
22 июля 1832 года, в возрасте 21 года, Наполеон II Бонапарт скончался в Шёнбрунне от туберкулёза. Его ранняя смерть избавила дипломатию и австрийский двор от многих затруднений. Ходили слухи о том, что он был отравлен.

## Посмертная судьба

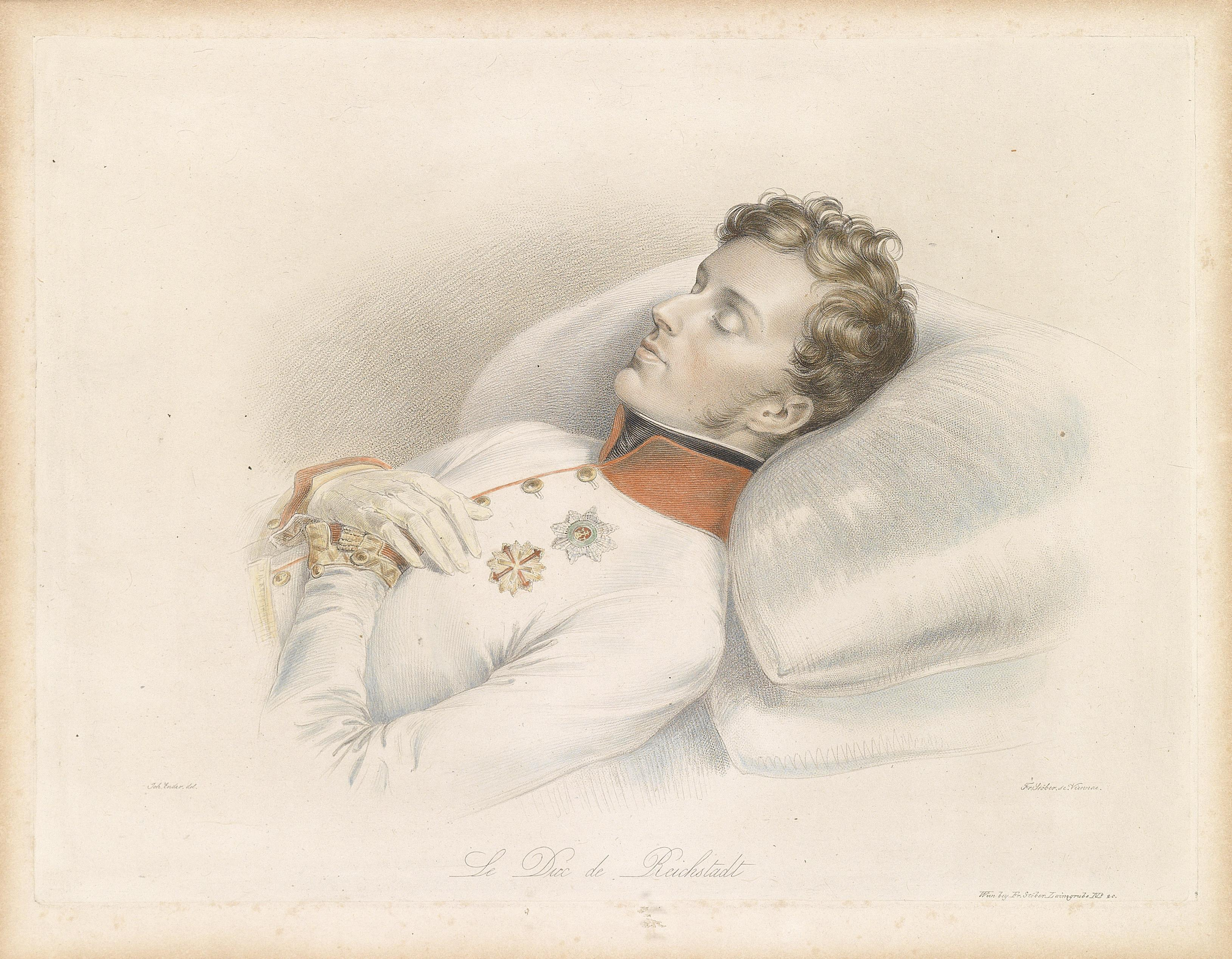
Наполеон II на смертном одре

Его двоюродный брат принц Луи Наполеон, провозгласив в 1852 году себя императором, принял имя Наполеон III; таким образом, он считал постфактум Наполеона II главой династии в 1821—1832 годах, а себя — его наследником.
В 1940 году по приказу Адольфа Гитлера останки герцога Рейхштадтского были перенесены из Вены (тогда в составе Германии) в Париж, оккупированный Германией и погребены в Доме Инвалидов рядом с гробницей отца; при этом сердце покойного, хранившееся, по тогдашнему обычаю, отдельно, осталось в Вене. Это случилось ровно через 100 лет после переноса в Дом Инвалидов праха самого Наполеона.
Судьба Наполеона II вдохновила Эдмона Ростана на драму «Орлёнок» (L’Aiglon). Благодаря этому произведению поклонницей личностей обоих Наполеонов — отца и сына — стала Марина Цветаева. Считается, что книга Януша Корчака «Король Матиуш I» навеяна судьбой Наполеона II.

## Награды
- Королевский венгерский орден Святого Стефана, большой крест (Австрийская империя, 1811)[4]
- Орден Железной короны, большой крест (Итальянское королевство, ок. 1811—1812)
- Орден Почётного легиона, знак большого орла (Французская империя, 1813)
- Константиновский орден Святого Георгия (Пармское герцогство, 24 апреля 1816)

## Образ в кино
- «Орёл и Орлёнок» / L’aigle et l’aiglon (немой, Франция, 1910), реж. Андре Кальметт. В роли Наполеона II — актёр Жак Гилен[фр.]
- «Герцог Рейхштадтский, Наполеон II (1811—1832)» / Le duc de Reichstadt, Napoléon II (1811—1832) (немой, Франция, 1911) реж. Жорж Денол[фр.]
- «Орлёнок» / L’aiglon (немой, Франция, 1913), реж. Эмиль Шотар[англ.]
- Герцог Рейхштадтский / Der Herzog von Reichstadt (Австрия, 1921), реж. Ганс Отто[нем.] — актёр Олаф Фьорд[нем.]
- «Агония орлов[фр.]» (немой, Франция, 1922), реж. Бернар-Дешан[фр.], Жюльен Дювилье. В роли Наполеона II актёр Жан Раузена
- «Королевский развод[англ.]» (немой, Великобритания, 1926), реж. Александр Батлер[англ.] — актёр Мерси Питерс
- «Орлёнок[фр.]» (Франция, 1931), реж. Виктор Туриянский. В роли Наполеона II актёр Жан Вебер[фр.]
- «Герцог Рейхштадтский[фр.]» (Германия, Франция, 1931), реж. Виктор Туриянский. В роли Наполеона II — актёр Вальтер Эдтхофер
- «Майское поле» (Италия, 1936) — актёр Жан Эрве
- «Наполеон II Орлёнок[фр.]» (Франция, 1961), реж. Клод Буассоль[фр.]. В роли Наполеона II — актёры Бернар Верле[фр.] и Паскаль Дюфар (в возрасте 7 лет)

### Гербы

Король Рима (1811–14)
Император французов (титулярный правитель)
Герцог Рейхштадтский[5] (1818–32)

### Комментарии
1. ↑  С 1940 года.